# 사이메이촌
사이메이촌(斎明村)은 미에현 다키군에 설치되었던 촌이다. 현재의 메이와정 남부에 해당한다.